# 巴爾加斯格拉區
巴爾加斯格拉區（西班牙語：Distrito de Vargas Guerra），是秘魯的一個區，位於該國東北部洛雷託大區的烏卡亞利省，始建於1936年6月8日，面積1,846.49平方公里，海拔高度130米，2005年人口8,431，人口密度每平方公里4.6人。